# Typ 051C
Der Typ 051C (nach NATO-Codename als Luzhou-Klasse bezeichnet) ist eine Klasse von zwei Lenkwaffenzerstörern der Marine der Volksrepublik China. 

## Allgemeines
Der Typ 051C stellt eine Weiterentwicklung des Typ 051B da, von welchem mit der Shenzhen nur eine Einheit gebaut wurde. Wie bei dieser verfügt die Klasse über keine Maßnahmen zur Reduzierung des Radarprofils, wie die zum gleichen Zeitpunkt gebauten Einheiten des Typ 052C.

## Einheiten
| Kennung | Name                  | Bauwerft                                     | Stapellauf        | Indienststellung | Bemerkungen (Flotte) |
| ------- | --------------------- | -------------------------------------------- | ----------------- | ---------------- | -------------------- |
| 115     | Shenyang (沈阳)       | Dalian Shipbuilding Industry Company, Dalian | 28. Dezember 2004 | 1. Januar 2006   | Aktiv (Nordflotte)   |
| 116     | Shijiazhuang (石家庄) | Dalian Shipbuilding Industry Company, Dalian | 26. Januar 2005   | 22. Januar 2007  | Aktiv (Nordflotte)   |

## Technik

### Rumpf
Der Rumpf eines Zerstörers des Typ 051C ist 155 Meter lang, 17 Meter breit und hat bei einer maximalen Verdrängung von 7100 Tonnen einen Tiefgang von 6 Metern.

### Bewaffnung
Die Bewaffnung besteht aus einem 100-mm-Geschütz auf dem Vorschiff und zwei 30-mm-Gatling-Geschützen Typ 730 zur Nahbereichsabwehr mittschiffs beidseitig. Des Weiteren aus zwei Vierfachstartern für Seezielflugkörper des Typ YJ-83 und sechs Senkrechtstartanlagen mit Revolvermagazin (VLS) – zwei auf dem Vorschiff und vier im achteren Deckshaus – für 48 Flugabwehrraketen des russischen Typ S-300. Zur U-Bootjagd sind zwei Dreifachtorpedowerfer mit einem Durchmesser von 324-mm vorhanden, die Typ Yu-7-Torpdos verschießen können.